# Пакистан на зимових Олімпійських іграх 2010
Пакистан був вперше в історії країни представлений на зимових Олімпійських іграх 2010 1 спортсменом (Мухаммад Аббас) в 1 виді спорту (гігантський слалом).

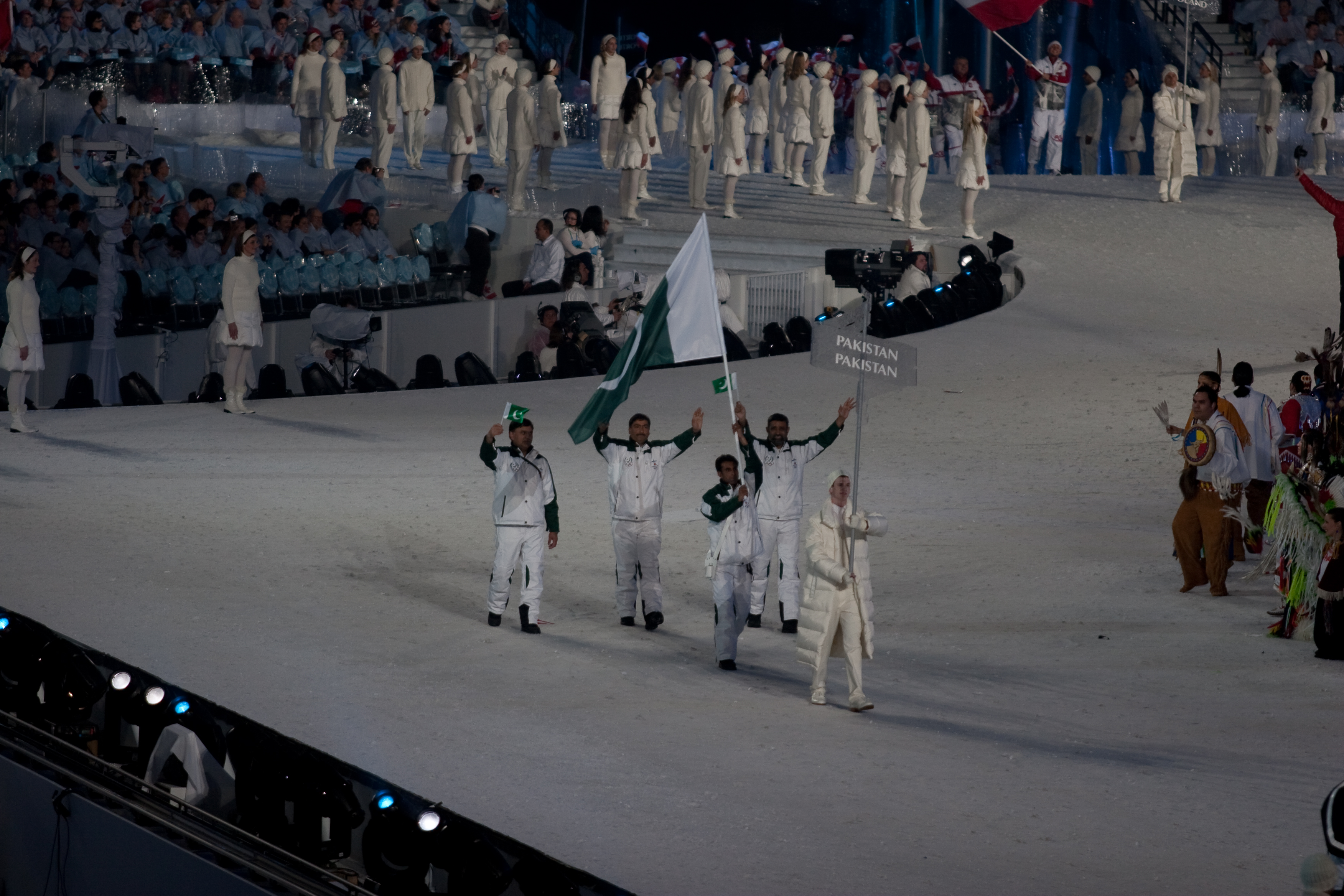
Збірна Пакистану під час Параду націй на церемонії відкриття Олімпіади